# ديف ماديسون
ديف ماديسون (بالإنجليزية: Dave Madison)‏ هو لاعب كرة قاعدة أمريكي، ولد في 1 فبراير عام 1921، في بروكسفيل في الولايات المتحدة، وتوفي في 8 ديسمبر عام 1985، في ماكون في الولايات المتحدة.

## وصلات خارجية
- ديف ماديسون على موقعبيزبول رفرنس.كوم (الدوري الرئيسي) (الإنجليزية)